# Gan (entreprise)
Pour les articles homonymes, voir Gan.
Gan est une société anonyme d'assurances française. Elle fait partie du groupe Groupama depuis le 1er juillet 1998.
Aujourd'hui, quatre entreprises distribuent la marque Gan : Gan Assurances, Gan Patrimoine, Gan Prévoyance et Groupama Gan Vie.

## Histoire
En 1913, la Caisse Fraternelle de Capitalisation est créée à Lille par René Cuvillier. Le développement de la société est alors concentré dans le nord de la France. En 1946, la Branche Populaire Française (BPF) est créée au sein de la Nationale.
Le Groupe des Assurances Nationales (GAN) est né de la fusion en 1968 des sociétés La Nationale, le Soleil et l’Aigle, nationalisées en 1948. En 1977, la Caisse Fraternelle de Capitalisation devient Gan Capitalisation.
Nommé par le pouvoir politique, François Heilbronner, un proche de Jacques Chirac, est président de la compagnie d'assurance nationalisée de 1986 à 1994. Sous son impulsion, celle-ci lance au début des années 1990 une offensive commerciale pour gagner des parts de marché sur ses concurrents, ceci en période de haut du cycle. En 1993, le GAN annonce une perte nette de 1,1 milliard en assurance dommages. Cette course aux parts de marché se solde par « plus de six milliards de pertes d'exploitation en trois ans ». En 1995, le GAN annonce des pertes significatives de 5,3 milliards, cette fois dues en grande partie à son rachat de l'UIC, une filiale immobilière du CIC, membre à l'époque du groupe GAN ayant fait de nombreux investissements hasardeux. Le rachat de l'UIC a été réalisé sur l'incitation du cabinet de Michel Sapin, à cette époque ministre des Finances. Entre-temps, François Heilbronner, dont le mandat venait à échéance en juin 1994, parvenait par un artifice comptable à dissimuler les pertes en 1994. Au début 1997, la société est « en état de faillite virtuelle ». Les « errements insensés d'un groupe » auront coûté au contribuable français entre 4 et 5 milliards de francs. 
En juillet 1998, GAN a été racheté par le groupe Groupama. Le nouveau groupe Groupama est devenu par le biais de ce rachat l'un des plus grands groupes d'assurances français commercialisant ses produits sous trois marques en France : Groupama, Gan et Amaguiz.com. La marque Gan est alors commercialisé via quatre entreprises différentes : Gan Assurances, Gan Patrimoine, Gan Prévoyance et Groupama Gan Vie.
La tour GAN située à La Défense a été dessinée par Max Abramovitz et est classée comme l'une des tours figures de La Défense. Elle a été vendue en 2008 à la Foncière des Régions.
Depuis 2017, plus de 3 500 collaborateurs du groupe Groupama, dont ceux de Gan Assurances, sont regroupés sur Groupama Campus à Nanterre dans une volonté de construire un pôle d'expertise en favorisant la collaboration pour plus d'efficacité.

## Identité visuelle (logo)

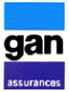
Ancien logo de Gan Assurances de 1968 au 30 avril 1991[10].
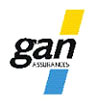
Ancien logo de Gan Assurances du 1er mai 1991 au 19 octobre 1999[10].
Ancien logo de Gan Assurances du 20 octobre 1999 au 25 août 2010.
Logo actuel de Gan Assurances depuis le 26 août 2010.

### Slogan
- Dans les années 1970 : « Un assuré du GAN est un homme tranquille »
- Du 1er mai 1991 au 19 octobre 1999 : « L'énergie de tous les projets »
- Du 20 octobre 1999 au 25 août 2010 : « C'est avec l'esprit libre qu'on avance »
- Du 26 août 2010 au 26 mars 2022 : « Assuré d'avancer »
- Depuis le 27 mars 2022 : « Votre assureur, c'est quelqu'un »

## Métiers
La marque Gan est distribuée par quatre sociétés :
- Gan Assurances, qui s'appuie sur son réseau d'Agents généraux, le quatrième en France. Au total, c'est un collectif de 5 000 personnes[11] qui intervient aussi bien en assurance de biens (automobile, habitation, responsabilité civile, véhicules, locaux, stocks), dans laquelle ils sont spécialisés, qu'en assurance de personnes (prévoyance, santé, retraite et épargne), pour les particuliers et professionnels, en individuelle et collective.

- Gan Patrimoine (anciennement Gan Capitalisation avant 2010), qui s'appuie sur son réseau de mandataires. Ils interviennent en assurance de personnes pour les particuliers et professionnels, en individuelle.

- Gan Prévoyance (anciennement Branche de Prévoyance Familiale (BPF) avant 2010), qui s'appuie sur son réseau de chargés en prévoyance (retraite, santé et épargne). Ils interviennent en assurance de personnes pour les particuliers et professionnels, en individuelle et collective.

- Groupama Gan Vie, qui s'appuie sur ses courtiers partenaires et son inspection commerciale. Ils interviennent en assurance de personnes pour les entreprises et professionnels (assurance collective).

## Direction
Les présidents successifs du GAN puis de Gan Assurances :
- Pierre Olgiati : 1968 - 1975
- Guy Verdeil : 1975 - 1984
- Bernard Attali : 1984 - 1986
- François Heilbronner : 1986 - 1994
- Jean-Jacques Bonnaud : 1994 - 1996
- Didier Pfeiffer : 1996 - 1998
- Claude Zaouati : 2017 - 2024
- Laurent Bouschon : Depuis 2024

## Controverse

### Méthodes de recrutement de Gan Prévoyance[12]
Didier Cros a réalisé un documentaire diffusé sur plusieurs chaînes dont France 2 en 2011, La Gueule de l’emploi,, portant sur les méthodes de recrutement de l'entreprise Gan Prévoyance. Deux journées de session de recrutement pour des postes de conseiller prévoyance sont organisées en deux phases : un entretien collectif et un entretien individuel. Le recrutement est mené par trois employés internes à l'entreprise (dont une directrice régionale et une responsable commerciale) et deux recruteurs externes (employés du cabinet de recrutement RST Conseil).
Les candidats sont convoqués à ces entretiens sans connaître ni le contenu du poste ni la rémunération envisagée. Ces informations sont dévoilées durant la seconde journée, lorsqu'il ne reste plus que trois candidats. Celle-ci est composée d'une partie fixe (égale au SMIC) et d'une partie variable (dite déplafonnée). La partie fixe est présentée par la directrice régionale de Gan Prévoyance, membre du jury de recrutement, comme plus attractive que ce que peuvent proposer les assureurs-employeurs concurrents, induisant ainsi l'existence de rémunérations fixes inférieures au SMIC.
Les séquences sont entrecoupées de témoignages émis a posteriori par des participants à cette journée de candidature. Ils font part de leurs impressions, de leurs sentiments, de leurs interrogations : la plupart d'entre eux ressortent de cet entretien à la fois amers et dubitatifs. L'un des candidats compare ce processus,,, à de « l'abattage », à « du tri sélectif ». De son côté, l'entreprise reconnaît que le documentaire a pu émouvoir certaines personnes.